# Fiamma!
Fiamma! è un film muto italiano del 1920 diretto e interpretato da Ettore Piergiovanni.